# High School (bok)
High School är en självbiografi från 2019 av tvillingsystrarna Tegan och Sara Quin från det kanadensiska popbandet Tegan and Sara. Det är duons debutbok, utgiven den 24 september 2019 av Simon & Schuster Canada. Den beskriver deras barndom och ungdomsår då de växte upp i Alberta under 1990-talet, såväl som deras musikaliska start. Boken utgavs tre dagar innan Tegan and Saras nionde studioalbum, Hey, I'm Just Like You, vilken innehåller nyinspelade demolåtar som duon spelade in som tonåringar.
High School släpptes samtidigt även som ljudbok, inläst av författarna själva.

## Handling
Boken skildrar systrarnas ungdomsår samt deras första förhållanden då de växte upp som queera tonåringar i Calgary, Alberta under 1990-talet. Den beskriver även vägen till musikkarriärens början. Kapitlen är skrivna turvis av både Tegan och Sara.

## Mottagande
Kirkus Reviews och Publishers Weekly gav boken positiva recensioner men båda tidningarna ansåg att biografin troligtvis skulle lämpa sig bäst för redan befintliga Tegan and Sara-fans.